# 조빈
조빈(본명: 조현준, 1974년 10월 25일 ~ )은 대한민국의 가수로, 록 듀오 노라조의 멤버이자 리더이다.
한편, 김대희(KBS 공채 14기)와 함께 MBC TV 9기 개그맨 시험에 응시했다가 최종 과정에서 탈락했다.

## 학력
- 동북고등학교 (졸업)

## 음반 활동

### 개인 음반
- 《조빈 일집 명상판타지》 (2015년)
- 《黃金律》 (2016년)
- 《여름별곡》 (2016년)

### TGS
- 2001년 TGS

### 참여 앨범
- 한수영 - 1집 한수영 (음반 프로듀스)
- 신애솔 - Bounce - Bounce

## 방송 활동
- 코미디TV 《깊은밤 초이스 2.0》
- 2008년 코미디TV 《동상이몽 금발이 너무해》
- 2009년 KBS2 《천하무적 야구단》
- 2010년 MBC 《꿀단지》
- 2015년 MBC 《미스터리 음악쇼 복면가왕》 - 오빠 달려 빠라바라바라밤 <참가자>
- 2016년 SBS 《동상이몽, 괜찮아 괜찮아》
- 2018년 MBC 《황금어장 라디오스타》
- 2018년 MBC 《나 혼자 산다》 - 266회 (11월 2일)
- 2018년 JTBC 《한끼줍쇼》 - 110회 (12월 19일)
- 2019년 MBC 《미스터리 음악쇼 복면가왕》 - 세젤귀 김구라 <참가자>
- 2019 tvN 《내 손안에 조카티비》
- 2019 KBS 2TV 《뮤직셔플쇼 더 히트》 - 게스트
- 2019 tvN 《쇼! 오디오자키》 - 5회 (4월 14일)
- 2019년 JTBC2 《악플의 밤》 - 12회 (9월 6일)
- 2019년 MBC 에브리원 《대한외국인》 - 47회 (9월 11일)
- 2019년 SBS 《백종원의 골목식당》 - 88회 (10월 16일)
- 2020년 MBC 《전지적 참견 시점》 - 117회, 118회 (8월 15일, 8월 22일)
- 2021년 MBC 《전지적 참견 시점》 - 170회 (9월 18일)

## 광고
- 2006년 팔도비빔면 (with 이영아)